# لورينز لاركن
لورينز لاركن (بالإنجليزية: Lorenz Larkin) هو فنان قتال مختلط أمريكي، ولد في 3 سبتمبر 1986 في ريفرسايد في الولايات المتحدة.

## وصلات خارجية
- لورينز لاركن على موقع يو إف سي (الإنجليزية)
- لورينز لاركن على موقع بيلاتور (الإنجليزية)
- لورينز لاركن على موقع شيردوغ (الإنجليزية)
- لورينز لاركن على موقع Tapology.com (الإنجليزية)
- لورينز لاركن على موقع IMDb (الإنجليزية)